# 小田原貴
小田原 貴（おだわら たかし、1992年12月3日 - ）は、東京都府中市出身のサッカー選手。ポジションはMF。

## クラブ歴
府ロクジュニアユースからトリプレッタユースを経て東京農業大学に進学した。大学では造園を専攻した。
大学卒業後、先輩の伝手で2015年に当時フィリピンのJPボルテスFCに加入。加入1年目のシーズンにクラブはユナイテッド・フットボールリーグ2部で2位となり、入れ替え戦を経て1部に昇格を果たした。
2018年にダバオ・アギラスFCに移籍。しかし、クラブは新リーグ構想の混乱が原因で同年末に活動休止してしまう。
半年以上の無所属期間を経て、2019年8月2日にセレス・ネグロスFCへの加入が発表された。この年、セレス・ネグロスはリーグとコパ・パウリーノ・アルカンタラの二冠を達成し、小田原にとって初のタイトル獲得となった。
2020年1月14日、AFCチャンピオンズリーグ2020予選1回戦のシャン・ユナイテッドFC戦に出場して国際大会デビューを果たした。クラブはプレーオフまで勝ち進んだが、1月28日に行われたプレーオフでFC東京に0-2で敗れてAFCカップ2020本戦に出場することになった。2月11日に行われたグループステージ初戦のプリヤ・カーン・リーチ・スヴァイリエンFC戦で4-0の勝利を収めたが、この試合で14分に国際大会で初となる先制ゴールを決めた。

## エピソード
- FC東京のファンで家族全員がソシオ会員になっている[1]。幼少期のアイドルはアマラオであった。2020年1月28日、セレス・ネグロスの選手としてFC東京とAFCチャンピオンズリーグ2020のプレーオフで対戦し0-2で敗れたが、試合後にFC東京のゴール裏へ挨拶に行き、勝利の儀式を行って一礼すると、去り際にFC東京サポーターから小田原コールが送られた。その際「ピッチから見上げたサポーターの姿は素晴らしかった。ここで育ったんだなと思った。サポーターからも名前を呼んでもらってうれしかった」「東京サポは僕の中で日本1だと再認識しました」と語っている[13][14]。

## タイトル
セレス・ネグロス
- フィリピン・フットボールリーグ：1回
  - 2019
- コパ・パウリーノ・アルカンタラ：1回
  - 2019